# Gemeentelijk Sportcentrum (Heist-op-den-Berg)
Het Gemeentelijk Sportcentrum is een voetbalstadion in Heist-op-den-Berg, België, dat plaats biedt aan 7.000 toeschouwers. De bespeler van het stadion is KSK Heist, dat speelt in de Super League bij de vrouwen en de hoogste amateurreeks bij de mannen.